# Gothica
GOTHICA é uma banda gótica formada em Itália no final de 1994. Em Setembro de 1995, gravou a sua primeira demo intitulada "Gothica". A demo recebeu criticas positivas por várias revistas e fanzines e foi distribuído em Itália e no exterior pela produtora Beyond. Em Novembro de 1996, a banda gravou uma nova canção intitulada "Nothing", que foi incluído na compilação CD "Screams From Italy" vol. 3 by Dawn Of Sadness.
Em Junho de 1998, Gothica lança a sua segunda demo, intitulada "Proserpina" (foi considerada demo do mês -. METAL HAMMER Nr 11 / Novembro de 1998). Graças a esta demo, Gothica assinou o contrato com a editora Sueca Cold Meat Industry. Em abril de 2000, GOTHICA apareceu na compilação CD "Intimations Of Immortality" vol. 5 por Energeia com a canção "A Terra sob as ondas" (versão demo).

## Integrantes
- Roberto Del Vecchio - programação, teclado, vocal;
- Alessandra Santovito - vocal, teclado.

## Discografia
- Gothica (demo tape - 1995)
- Proserpina (demo tape - 1998)
- Night Thoughts (CD - 2000 / Cruel Moon)
- The Cliff of Suicide (digiCD - 2003 / Cruel Moon)